# Malmö (gemeente)
Malmö is een gemeente in het landschap Skåne en de provincie Skåne län in Zweden. Malmö, de op twee na grootste stad van Zweden, ligt in de gemeente.

## Plaatsen
De gemeente Malmö bestaat uit verschillende plaatsen. In de onderstaande tabel staan de plaatsen genoemd en het aantal inwoners op 31 december 2005.
|    | Plaats           | Inwoneraantal |
| -- | ---------------- | ------------- |
| 1  | Malmö (stad)     | 258.020       |
| 2  | Oxie             | 9.225         |
| 3  | Bunkeflostrand   | 6.874         |
| 4  | Tygelsjö         | 1.862         |
| 5  | Kristineberg     | 1.076         |
| 6  | Södra Klagshamn  | 975           |
| 7  | Vintrie          | 338           |
| 8  | Västra Klagstorp | 266           |
| 9  | Toarp            | 193           |
| 10 | Skumparp         | 153           |
| 11 | Slättäng         | 93            |
| 12 | Lockarp          | 58            |
| 13 | Fårabäck         | 53            |

## Buitenwijken
De gemeente Malmö bestaat uit acht buitenwijken. In de onderstaande tabel staan de buitenwijken genoemd en het aantal inwoners op 31 december 2005.
| # | Buitenwijk       | Inwoners |
| - | ---------------- | -------- |
| 1 | Malmö            | 258.020  |
| 2 | Oxie             | 9.225    |
| 3 | Bunkeflostrand   | 6.874    |
| 4 | Tygelsjö         | 1.862    |
| 5 | Kristineberg     | 1.076    |
| 6 | Södra Klagshamn  | 975      |
| 7 | Vintrie          | 338      |
| 8 | Västra Klagstorp | 266      |

In het noordoosten behoort de buitenwijk Malmö voor een klein deel tot de gemeente Burlöv.

## Districten
Sinds 1996 bestaat de gemeente Malmö conform de Stadsdeelreformatie (Zweeds: stadsdelsreformen) uit de onderstaande stadsdelen (Zweeds: stadsdel):
| Naam stadsdeel     | inwoners (31 december 2010) |
| ------------------ | --------------------------- |
| Oxie               | 12,078                      |
| Limhamn-Bunkeflo   | 40,759                      |
| Rosengård          | 23,174                      |
| Kirseberg          | 14,808                      |
| Husie              | 19,536                      |
| Fosie              | 42,989                      |
| Hyllie             | 32,416                      |
| Södra Innerstaden  | 34,542                      |
| Västra Innerstaden | 32,592                      |
| Malmö Centrum      | 44,657                      |

## Partnersteden
| land      | stad      | sinds |
| --------- | --------- | ----- |
| Finland   | Vaasa     | 1940  |
| Bulgarije | Varna     | 1987  |
| China     | Tangshan  | 1987  |
| Australië | Adelaide  | 1988  |
| Italië    | Florence  | 1989  |
| Estland   | Tallinn   | 1989  |
| Polen     | Szczecin  | 1990  |
| Duitsland | Stralsund | 1991  |

Ängelholm · Åstorp · Båstad · Bjuv · Bromölla · Burlöv · Eslöv · Hässleholm · Helsingborg · Höganäs · Höör · Hörby · Kävlinge · Klippan · Kristianstad · Landskrona · Lomma · Lund · Malmö · Örkelljunga · Osby · Östra Göinge · Perstorp · Simrishamn · Sjöbo · Skurup · Staffanstorp · Svalöv · Svedala · Tomelilla · Trelleborg · Vellinge · Ystad